# Bützow
Bützow   az Amt Bützow-Land székhelye. A varos a Warnow folyó mellett fekszik. Rostocktól 30 km-re délre terül el.

## Történelem
Bützow-t Klaudiosz Ptolemaiosz Kr. u. 150 említi először, ekkor még Bunitium néven.
Egy szláv várat (castrum Butissowe) 1171-ben említenek.
1229-ben kezdték Bützow-t német várossá kiépíteni és 1236-ban városi jogot kapott.1239-ben a schwerini püspökségnek a székhelye lett.1557-ben megszűnt a püspökség es Bützow a Mecklenburgi Hercegséghez került.
1760-ban a Rostocki Egyetem két részre oszlott. A hercegi rész költözött a bützowi kastélyba. Így  Bützow 1789-ig egyetemi város volt.
1838-ban épült a börtön Dreibergen városrészben. Ma 500 férfi  és 35 nő töltheti itt a büntetését.
1952 és 1994 között Bützow járási székhely volt.
A 2015 május 5-i erős tornádó (F3) lerombolta a templomtetőt és sok más tetőt. Az anyagi kár elérte a több millió Eurót.

## Politika
A városi tanácsnak 21 tagja van:
| Part / Lista                        | A szavazatok aránya 2019-ben | Mandátumok |
| ----------------------------------- | ---------------------------- | ---------- |
| Bützower Wähler- gemeinschaft (BWG) | 34,8 %                       | 7          |
| CDU                                 | 24,6 %                       | 5          |
| SPD                                 | 17,5 %                       | 4          |
| LINKE                               | 08,7 %                       | 2          |
| Allianz Pro Bützow (APB)            | 07,4 %                       | 1          |
| Wolfgang Wehrmann                   | 04,3 %                       | 1          |
| Tony Kiefert                        | 02,7 %                       | 1          |

## Nevezetességei
- Gótikus templom vörös téglából (1250-1400, torony: 1728)
- Kastély (eredeti: 12. század, átépítés reneszánsz stílusban a 16. században)
- Újgotikus tanácsház (1848–1850) liba-kúttal (1981)
- Várdomb (Hopfenwall); a Castrum Butissowe eredeti része

## Képgaléria

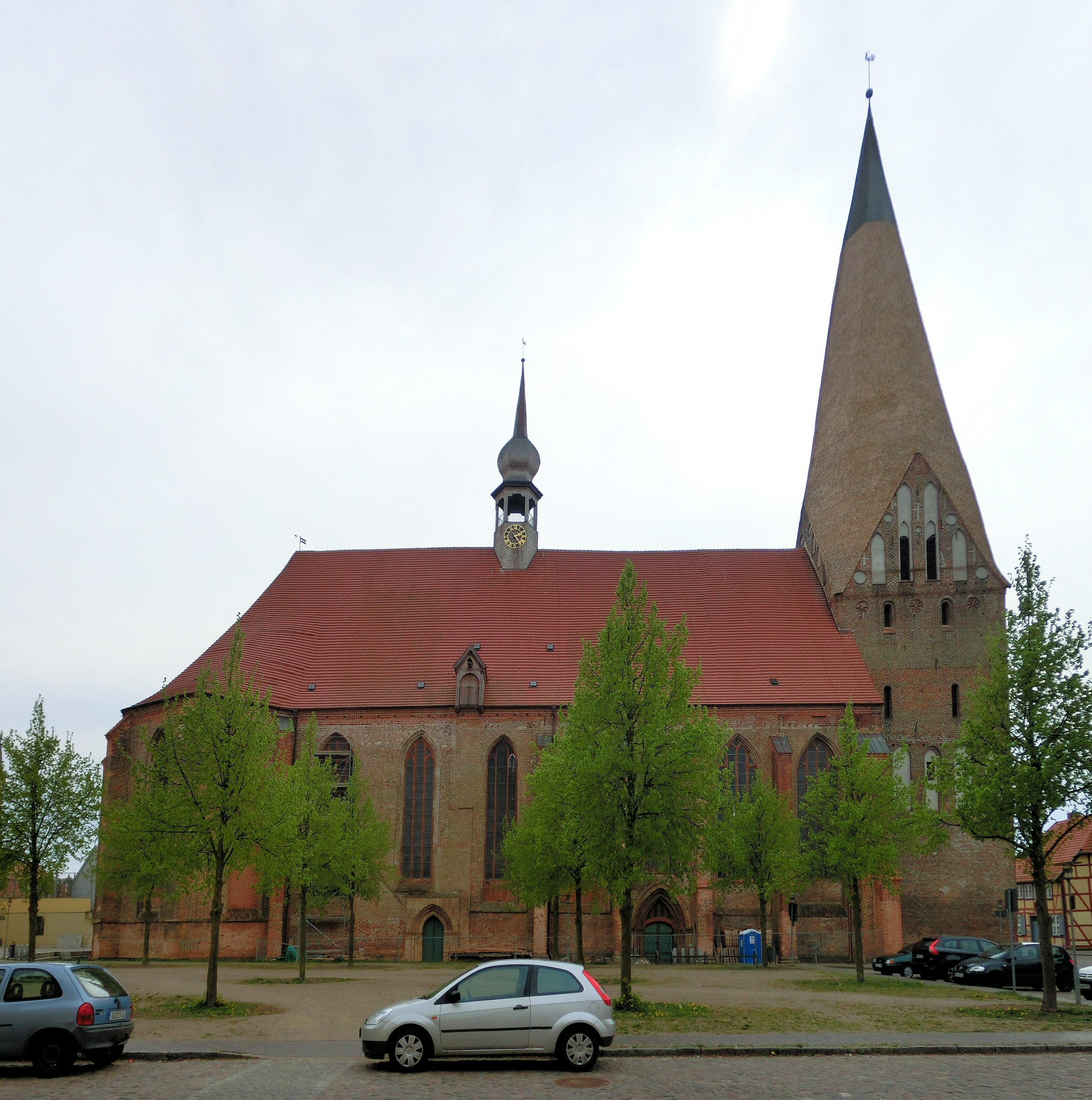
A templom
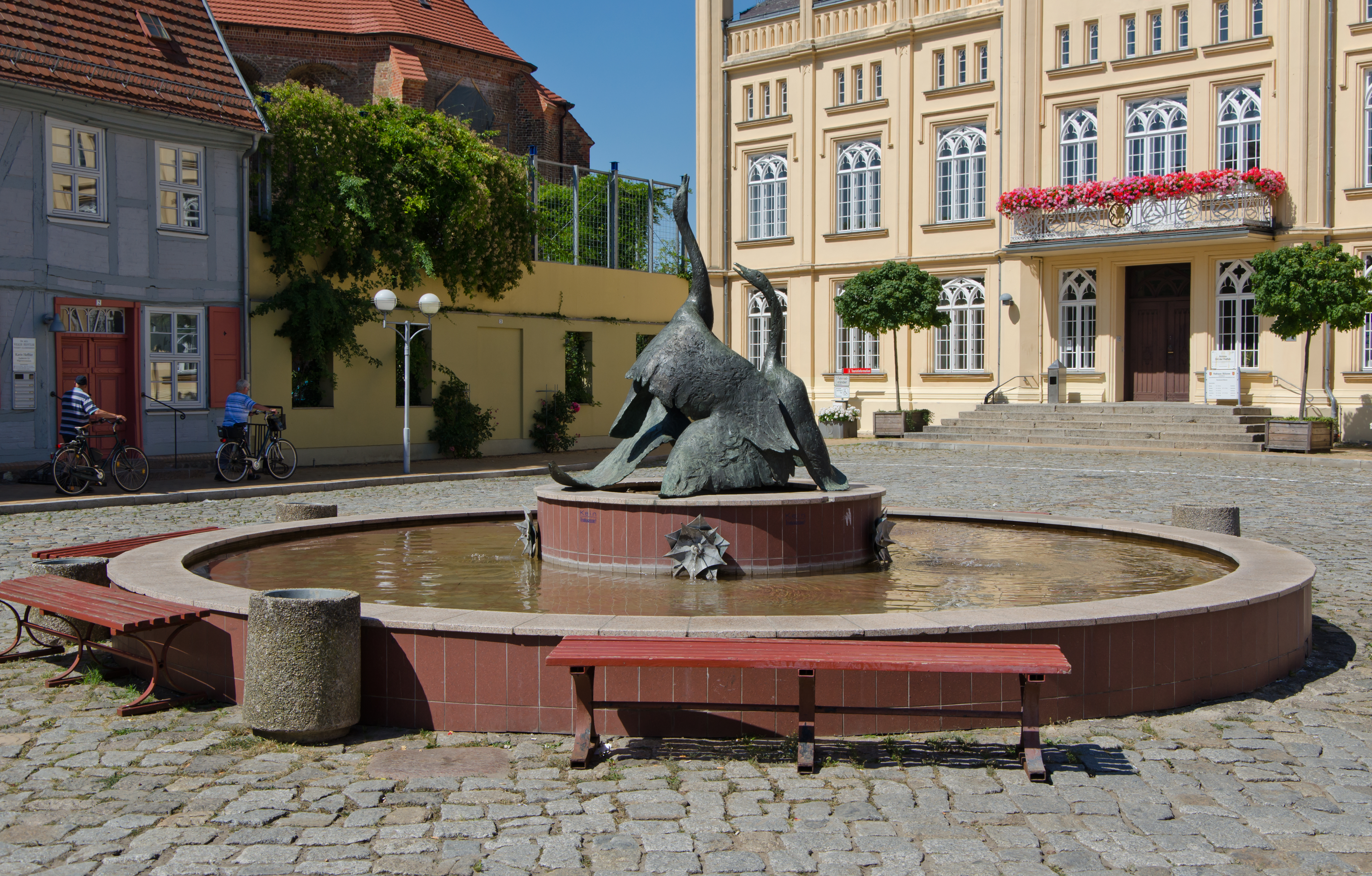
A liba-kút
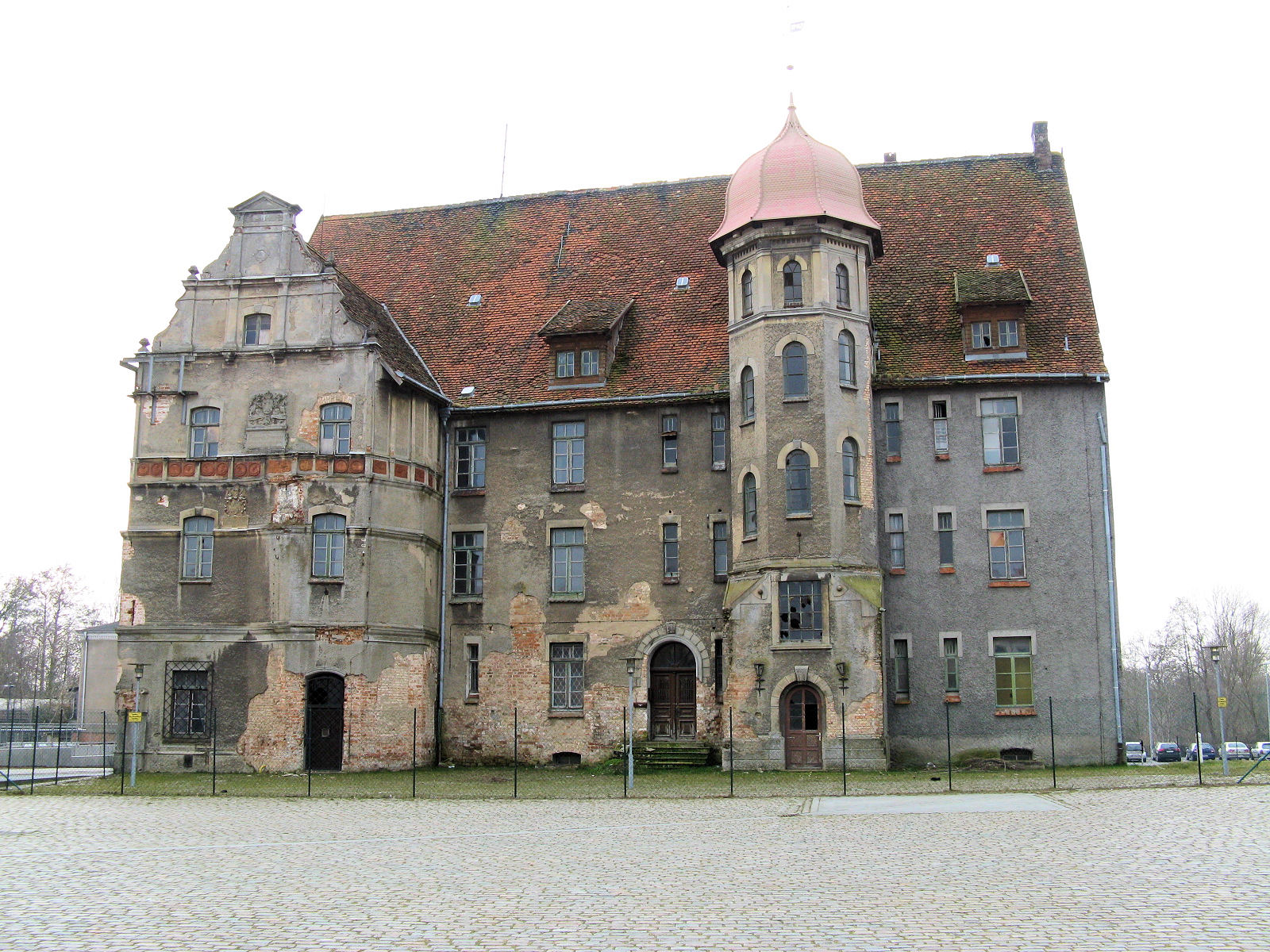
A kastély
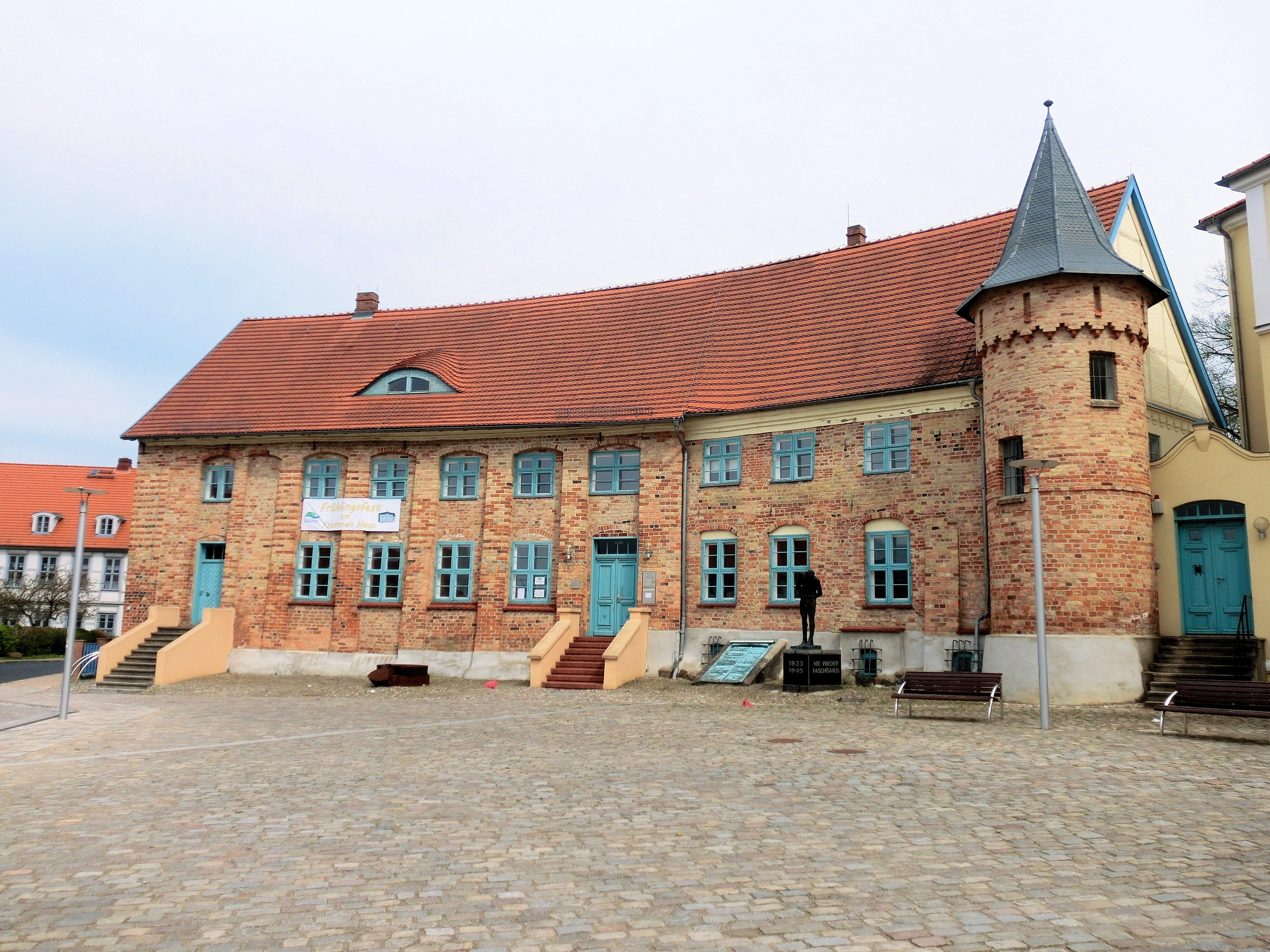
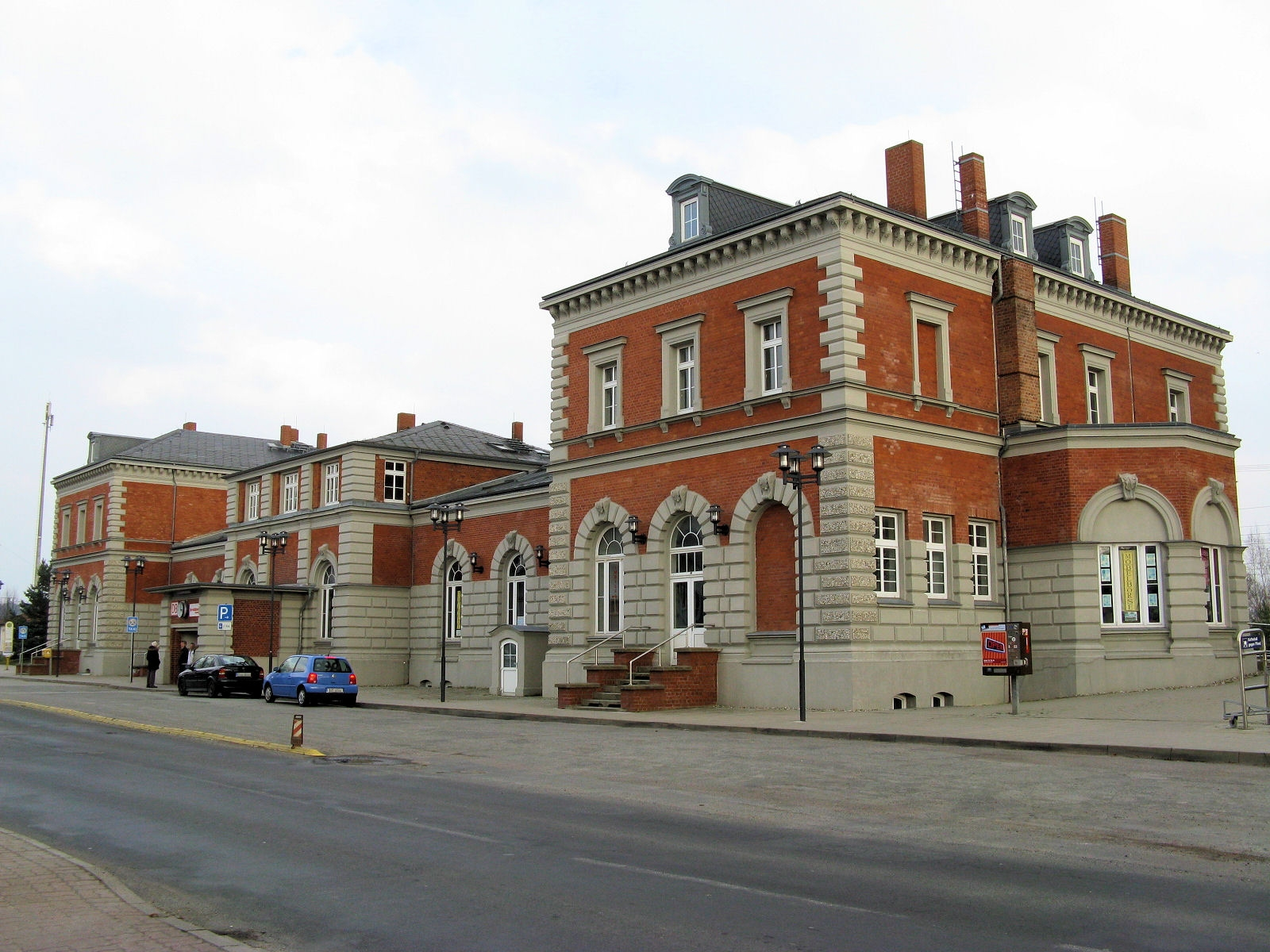
Az állomás

## Fordítás
- Ez a szócikk részben vagy egészben a Bützow című német Wikipédia-szócikk fordításán alapul.  Az eredeti cikk szerkesztőit annak laptörténete sorolja fel. Ez a jelzés csupán a megfogalmazás eredetét és a szerzői jogokat jelzi, nem szolgál a cikkben szereplő információk forrásmegjelöléseként.